# Heraldo de París
El Heraldo de París fue un periódico editado en la ciudad francesa de París entre 1900 y 1904.

## Descripción
Editado en París y fundado y dirigido por el escritor, crítico y periodista Luis Bonafoux, su primer número apareció el 20 de octubre de 1900. Fue el medio en el que Bonafoux escribió aquello de «quiero ser el primero en celebrar la muerte de Clarín», unos días después de la muerte del crítico. La publicación, que tuvo una periodicidad irregular, cesó su publicación el 27 de mayo de 1904. Estaba escrito en castellano. 